# 德米特里·梅德韋傑夫的總統任期
德米特里·阿纳托利耶维奇·梅德韋傑夫的總統任期開始於2008年5月8日，為俄羅斯聯邦的第三任總統。梅德韋傑夫主要的施政是旨在現代化俄羅斯經濟和社會的現代化計劃，其中現代化計劃的一部分斯科爾科沃創新中心往往被視為是梅德韋傑夫的心血結晶；梅德韋傑夫另一個重要的計劃是於2009年的俄羅斯警察改革，該改革導致了執法機構的重命名。在外交政策方面，梅德韋傑夫表現出比前任總統普丁更溫和的姿態，尋求與美國建立更緊密的關係，而新削減戰略武器條約被認為是梅德韋傑夫在外交事務的主要成就；梅德韋傑夫領導下的俄羅斯介入南奧塞梯、阿布哈茲和格魯吉亞的衝突，並在南奧塞梯戰爭中取得勝利。梅德韋傑夫領導下的俄羅斯經濟也從2000年代的金融危機恢復過來；他提出的其他重要政策包括將國家杜馬選舉門檻由7%降低至5%，及簽署政令免去尤里·米哈伊洛維奇·盧日科夫的莫斯科市長一職。

## 就職

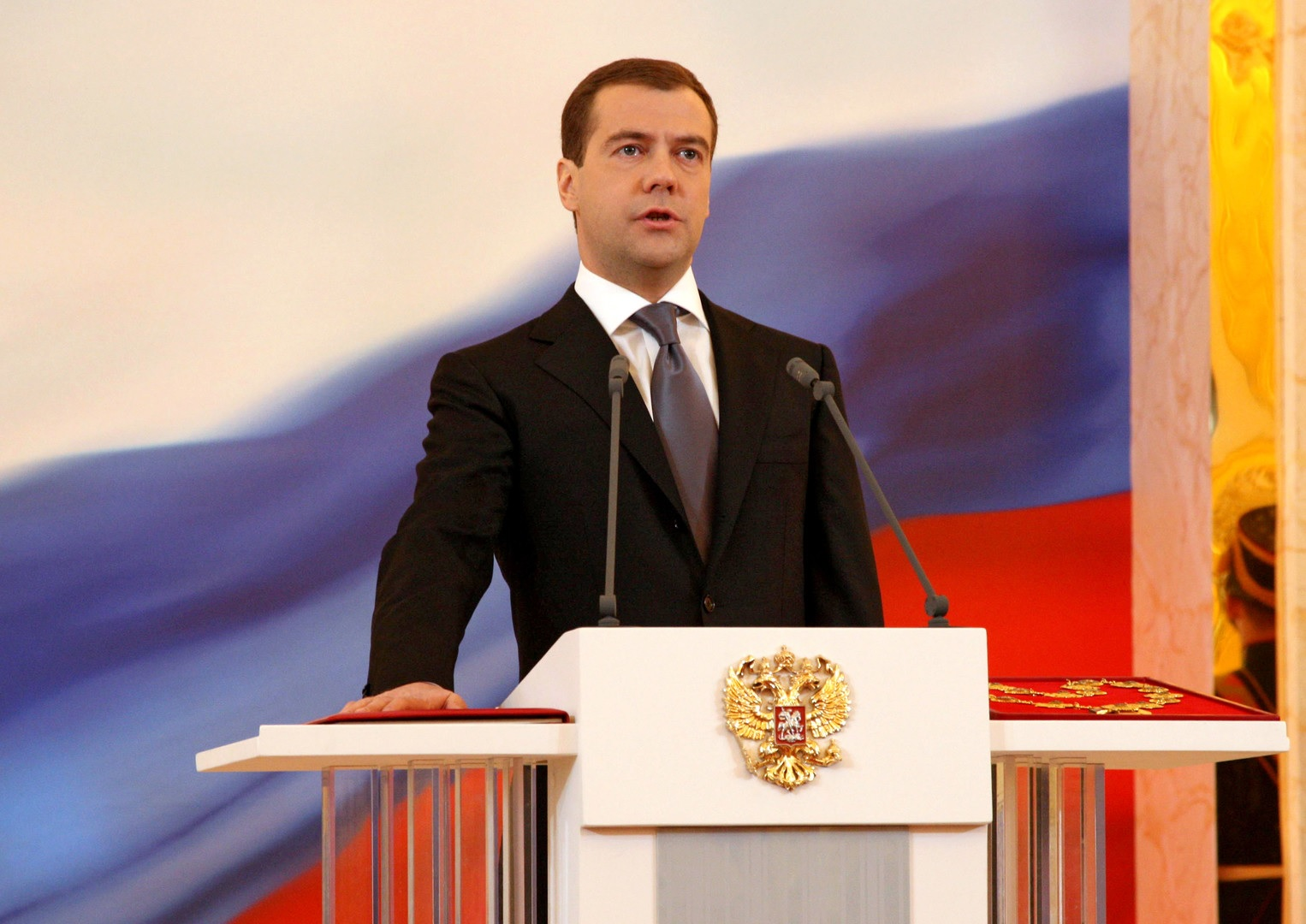
梅德韋杰夫手按在副本向憲法宣誓就任總統

2008年5月7日，梅德韋傑夫在克里姆林宮宣誓作為俄羅斯聯邦第三任總統，他在宣誓就職後表示相信最重要的目標將是保護公民權利和經濟自由，並必須爭取對法律的真正尊重，克服嚴重阻礙了現代化發展的法律虛無主義；於就職典禮兩日後的勝利日，梅德韋傑夫在紅場出席閱兵儀式，並簽署了一項法令，向退伍軍人提供房屋。

## 人事任命
2008年5月8日，梅德韋傑夫實踐競選期間的承諾，任命普京為俄羅斯總理，這一任命被國家杜馬以392票支持和56票反對批准；5月12日，普京提出新內閣的人選，而梅德韋傑夫批准。多數人選和普京擔任總統的時代相同，而一些高調變動為將司法部長弗拉基米爾·烏斯季諾夫替換為亞歷山大·科諾瓦洛夫，能源部長维克托·鲍里索维奇·赫里斯坚科替換為謝爾蓋·什馬特科，通訊部長列昂尼德·雷曼替換為伊戈爾·謝戈廖夫，任命維塔利·勿高為新設立的體育、旅遊和青年政策部部長，行政首長謝爾蓋·索比亞寧替換為謝爾蓋·納雷什金，及聯邦安全局首長尼古拉·帕特鲁舍夫替換為亚历山大·博尔特尼科夫。

## 內政
2008年9月，俄羅斯遭受金融危機，梅德韋傑夫歸因於下降的俄羅斯股市在2007年－2008年環球金融危機的影響，並指俄羅斯與這場危機幾乎沒有什麼關係，又下令投入大量的資金穩定局勢。 
2008年11月5日，梅德韋傑夫建議修改俄羅斯憲法，增加總統和國家杜馬成員的任期（見2008年俄羅斯憲法修正案）；2009年3月10日，梅德韋傑夫簽署總統令，改革2009至2013年之間的公務員制度，是反腐敗運動的一部分，改革的主要方向包括建立一個新的系統來管理公務員隊伍、引進有效的技術和人力資源業務，提高公務員的工作效率和專業性。
2009年5月8日，梅德韋傑夫提出憲法法院主席和副主席改由總統任命，而非由選舉產生，他在6月2日簽署上述提案。 
2009年8月，梅德韋傑夫承諾打破統一俄羅斯黨於俄羅斯政治制度近乎壟斷的地位，指“新的民主時代已經開始”；同年10月11日，統一俄羅斯黨以66%的選票在地區選舉中勝出，梅德韋傑夫表示這證明了黨的道德和法律權利，但有監督選舉的機構指“政治競爭幾乎為零”，而親西方的反對派聲稱選舉並不公平。

## 外政
在梅德韋傑夫總統任期的第三個月，俄羅斯與格魯吉亞的南奧塞梯戰爭令俄美關係緊張；8月26日，俄羅斯聯邦議會通過梅德韋傑夫頒布的總統令，正式承認南奧塞梯和阿布哈茲為獨立國家，被其餘的八大工業國譴責；2008年8月31日，梅德韋傑夫宣布俄羅斯的外交政策會圍繞以下五大原則建立：
1. 國際法的基本原則至高無上。
2. 世界將會是多極化的。
3. 俄羅斯將不會尋求與其他國家對抗。
4. 俄羅斯將保護世界各地的公民。
5. 俄羅斯將發展友好的地區關係。

2008年11月5日，梅德韋傑夫向國會承諾在加里寧格勒州部署伊斯坎德爾導彈系統和雷達干擾設施，以對抗美國在東歐的導彈防禦系統；美國總統奧巴馬在9月17日宣布華盛頓將不會在捷克和波蘭部署導彈防禦系統後，梅德韋傑夫指會放棄部署導彈系統。

## 與普京的關係
儘管俄羅斯憲法明確指總統掌握多數權力，總統梅德韋傑夫和總理普京誰掌權較大是一個備受炒作的話題。有報導指梅德韋傑夫以“您”（Вы，VY）稱呼普京，而普京以非正式的“你”（ты，TY）稱呼梅德韋傑夫。根據2009年9月列瓦達中心進行的一項民意調查，13%的人認為梅德韋傑夫掌權較大，32%認為普京掌權較大，48%認為兩者均有掌權，7%沒有回答，而梅德韋傑夫指他是國家的領導人和元首。